# Lingua tedesca slesiana

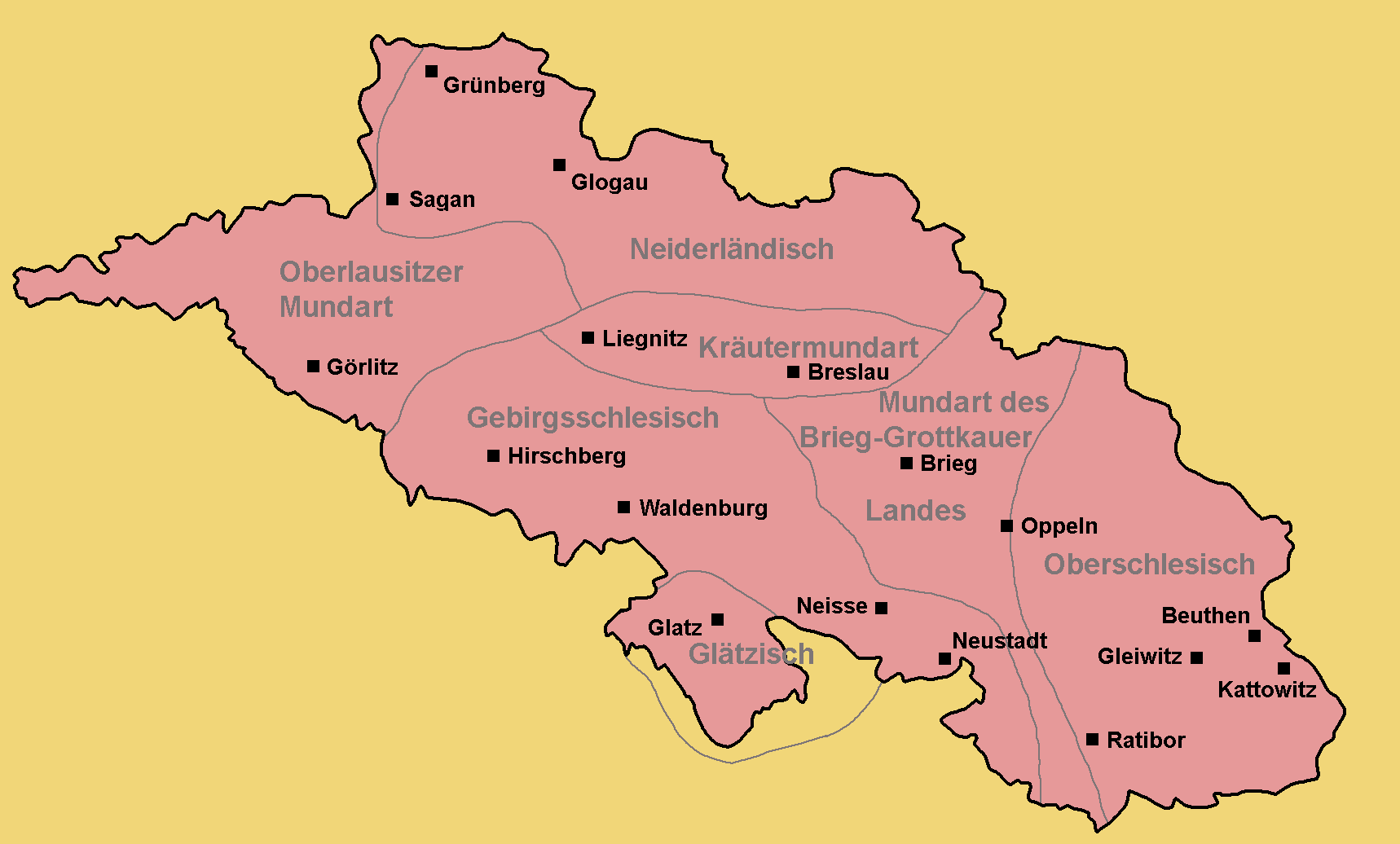
Cartina della Slesia storica con la distribuzione dei dialetti slesiani

Il tedesco slesiano (nome nativo: Schläsisch, Schläs’sch, Schlä’sch, Schläsch; in tedesco Schlesisch) è una lingua etnica della Slesia, nella zona sud-occidentale della Polonia e nel nord-est della Repubblica Ceca e in parte della Germania Orientale.
Il tedesco slesiano fa parte del gruppo linguistico del tedesco centro-orientale, con alcune influenze slave occidentali.
Da non confondere con la lingua slesiana, lingua slava e lechitica parlata in Polonia, nella regione della Slesia.

## Storia
Originariamente, il tedesco della Slesia è apparso nel XII secolo come una derivazione del medio-alto tedesco con una forte influenza dell'alto tedesco, dell'alto sassone, del francone orientale, della Turingia e della Slesia. Gli abitanti della Slesia potrebbero discendere da coloni arrivati nel XIII secolo dall'Alta Lusazia, dalla Sassonia, dalla Turingia e dalla Franconia.
Dopo la seconda guerra mondiale, le autorità comuniste locali vietarono l'uso della lingua. Dopo l'espulsione dei tedeschi dalla Slesia, la lingua e la cultura tedesca sono quasi scomparse dalla Slesia quando è stata incorporata nella Polonia nel 1945. Le autorità polacche hanno vietato l'uso del tedesco. Ancora oggi ci sono sentimenti contrastanti sia tra i polacchi che tra i tedeschi, soprattutto a causa dei crimini di guerra nazisti, come l'espulsione e la pulizia etnica dei tedeschi dai territori dell'ex Germania Orientale ceduti alla Polonia con la conferenza di Potsdam.
Il tedesco della Slesia non ha alcun riconoscimento legale da parte dello Stato polacco, anche se la minoranza tedesca in Polonia ha ottenuto un certo riconoscimento dopo la caduta del comunismo nel 1991 e l'ingresso della Polonia nell'Unione europea.
Il tedesco della Slesia può essere suddiviso nelle varietà gebirgsschlesische Dialektgruppe (dialetto slesio delle montagne), südostschlesische Dialektgruppe (dialetto slesio sud orientale), mittelschlesische Dialektgruppe (dialetto slesio centrale), westschlesische Dialektgruppe (dialetto slesio occidentale) e niederländische Dialektgruppe (dialetto slesio delle terre basse).  Anche il nordostböhmische Dialektgruppe (dialetto boemo nord orientale) fa parte della lingua tedesca slesiana.
Il tedesco della Slesia è la lingua in cui sono state scritte le poesie di Karl von Holtei e Gerhart Hauptmann nel XIX secolo.
Nel 2006 la città polacca di Radłów cambiò le sue leggi locali per far sì che il tedesco divenisse la seconda lingua ufficiale del distretto accanto al polacco; è stata la prima città del voivodato a conseguire tale obiettivo.